# François-Nicholas-Madeleine Morlot

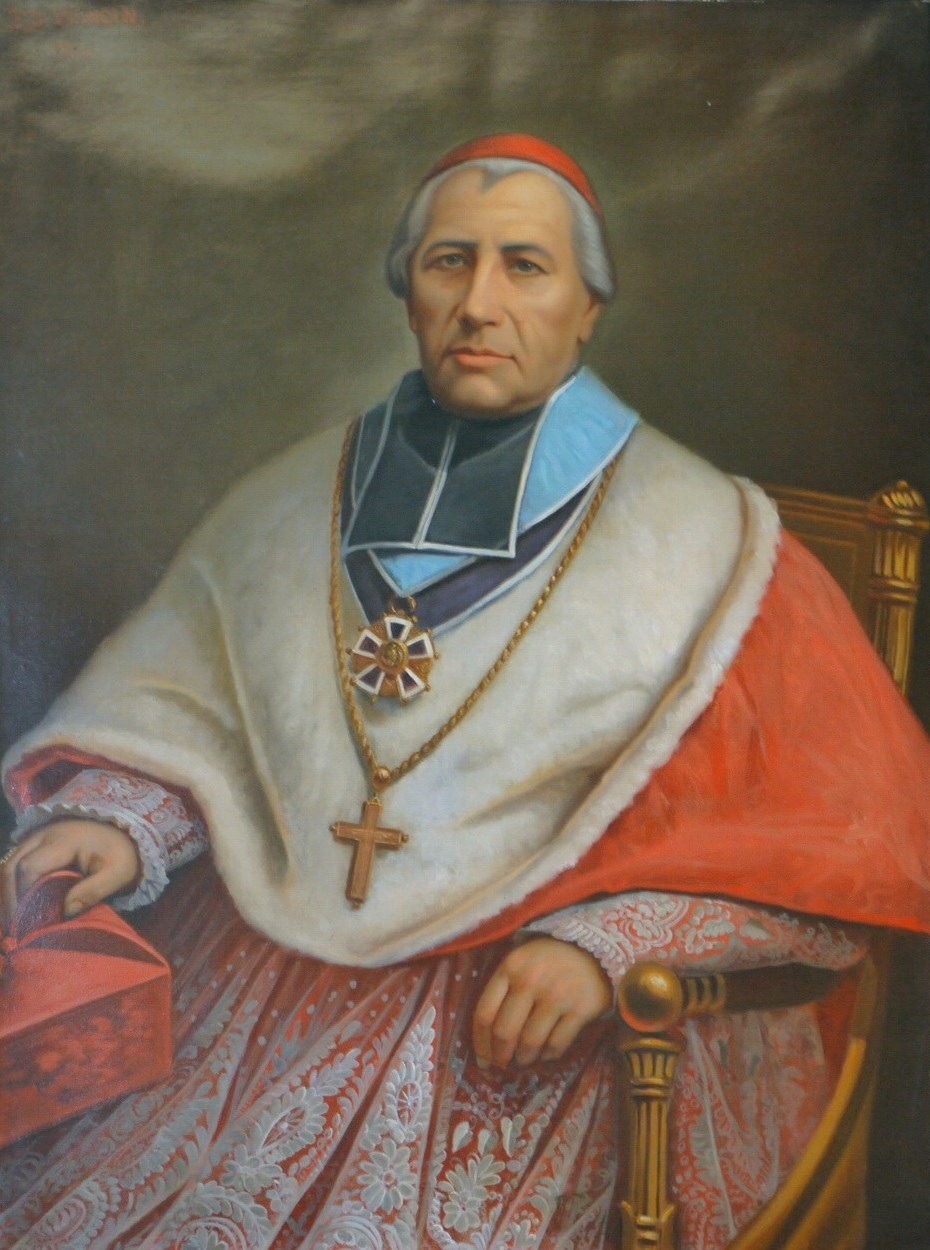
El cardenal Morlot

François-Nicholas-Madeleine Morlot (28 de diciembre de 1795-29 de diciembre de 1862) fue arzobispo de París de 1857 a 1862, y cardenal.
Nació en Langres, ejerció como tutor privado antes de convertirse en sacerdote. Fue nombrado obispo de Orleans en 1839, y arzobispo de Tours en 1843. 
Murió el 29 de diciembre de 1862 en París, y fue expuesto y enterrado en la catedral metropolitana.